# Zweden op de Europese kampioenschappen atletiek 2010
Zweden werd vertegenwoordigd door 41 atleten op de Europese kampioenschappen atletiek 2010.

## Deelnemers
| Onderdeel            | Mannen                                                          | Vrouwen                                                                |
| -------------------- | --------------------------------------------------------------- | ---------------------------------------------------------------------- |
| 100m                 | Tom Kling Baptiste                                              | Lena Berntsson                                                         |
| 200m                 | Johan Wissman                                                   | Elin Backman                                                           |
| 400m                 | Johan Wissman                                                   | Helene Nordquist                                                       |
| 800m                 | Mattias Claesson Anton Asplund Joni Jaako                       |                                                                        |
| 1500m                | Rizak Dirshe                                                    | Charlotte Schönbeck                                                    |
| 5000m                | Oskar Käck Johan Wallerstein                                    |                                                                        |
| 3000m steeple        | Mustafa Mohamed                                                 | Ulrika Johansson                                                       |
| 110 m horden         | Philip Nossmy Robert Kronberg                                   |                                                                        |
| 100m horden          |                                                                 | Susanna Kallur                                                         |
| 400m horden          |                                                                 | Sofie Persson                                                          |
| Marathon             | Lars Johansson Erik Petersson Kristoffer Österlund Adil Bouafif | Isabellah Andersson Lena Gavelin Anna von Schenck Gabriella Samuelsson |
| Hoogspringen         | Linus Thörnblad                                                 | Emma Green Ebba Jungmark                                               |
| Polsstokhoogspringen | Alhaji Jeng                                                     | Hanna-Mia Persson                                                      |
| Verspringen          | Michel Tornéus                                                  | Carolina Klüft                                                         |
| Hink-stap-springen   | Christian Olsson                                                |                                                                        |
| Kogelstoten          | Niklas Arrhenius                                                | Helena Engman                                                          |
| Discuswerpen         | Niklas Arrhenius                                                | Anna Söderberg Sofia Larsson                                           |
| Hamerslingeren       | Mattias Jons                                                    | Tracey Andersson                                                       |
| Speerwerpen          | Gabriel Wallin                                                  |                                                                        |
| Tienkamp             | Nicklas Wiberg Daniel Almgren                                   |                                                                        |
| Zevenkamp            |                                                                 | Jessica Samuelsson Nadja Casadei                                       |
| 4x100m               |                                                                 | Lena Berntsson Emma Rienas Elin Backman Moa Hjelmer                    |

## Resultaten

### 100m

#### Mannen
- Tom Kling Baptiste
  - Ronde 1: 10.64 (NQ)

#### Vrouwen
- Lena Berntsson
  - Reeksen: 11,84 (NQ)

### 110m horden mannen
- Philip Nossmy
  - Reeksen: 14de in 13,71(Q)
  - Halve finale: 11de in 13,87 (NQ)

### 200m

#### Mannen
- Johan Wissman
  - Reeksen: 10de in 20,79 (Q)
  - Halve finale: 9de in 20,77 (NQ)

#### Vrouwen
- Elin Backman
  - Reeksen: 21ste in 24,13 (NQ)

### 400m vrouwen
- Helene Nordquist
  - Reeksen: 15de in 53,78 (NQ)

### 400 m horden vrouwen
- Sofie Persson: 
  - Ronde 1: 57.23 (PB) (NQ)

### 800m mannen
- Mattias Claesson
  - Reeksen: 29ste in 1.52,53
- Anton Asplund
  - Reeksen: 31ste in 1.55,23
- Joni Jaako
  - Reeksen: 20ste in 1.50,93

### 1500m

#### Mannen
- Rizak Dirshe
  - Reeksen: 21ste in 3.44,40 (NQ)

#### Vrouwen
- Charlotte Schönbeck
  - Reeksen: 17de in 4.09,42 (PB) (NQ)

### 3000m steeple

#### Mannen
- Mustafa Mohamed
  - Reeksen: 13de met 8.32,05 (NQ)

#### Vrouwen
- Ulrika Johansson
  - Reeksen: opgave

### 5000m mannen
- Oskar Käck
  - Reeksen: opgave
- Johan Wallerstein
  - Reeksen: 27ste in 14.43,34 (NQ)

### 50km snelwandelen
- Andreas Gustafsson: 12de in 3:58.02

### 4x100m vrouwen
- Reeksen: 8ste in 43,90 (q)
- Finale: 7de in 43,75

### Kogelstoten

#### Mannen
- Niklas Arrhenius
  - Kwalificatie: 17de met 18,93m (NQ)

#### Vrouwen
- Helena Engman
  - Kwalificatie: 17,55m (Q)
  - Finale: 18,11m (9de)

### Hamerslingeren

#### Mannen
- Mattias Jons
  - Kwalificatie: 74,56m (q)
  - Finale: geen geldige worp

#### Vrouwen
- Tracey Andersson
  - Kwalificatie: 66,48m (q)
  - Finale: 11de met 65,13m

### Verspringen

#### Mannen
- Michel Tornéus
  - Kwalificatie: 6de in 8,12m (PB) (Q)
  - Finale: 9de met 7,92m

#### Vrouwen
- Carolina Klüft
  - Kwalificatie: 6,62m (SB) (q)
  - Finale: 11de met 6,33m

### Discuswerpen

#### Mannen
- Niklas Arrhenius
  - Kwalificatie: 18de met 60,25m (NQ)

#### Vrouwen
- Anna Söderberg
  - Kwalificatie: 58,96m (q)
  - Finale: 11de met 55,60m
- Sofia Larsson
  - Kwalificatie: 54,50m (NQ)

### Hoogspringen

#### Mannen
- Linus Thörnblad
  - Kwalificatie: 2,26m (q)
  - Finale: 4de met 2,29m

#### Vrouwen
- Emma Green
  - Kwalificatie: 1,92m (Q)
  - Finale:  met 2,01m (PB)
- Ebba Jungmark
  - Kwalificatie: 1,90m (=SB)

### Speerwerpen mannen
- Gabriel Wallin
  - Kwalificatie: 15de met 76,12m (NQ)

### Marathon

#### Mannen
- Erik Petersson: 21ste in 2:24.29
- Kristoffer Österlund: 36ste in 2:32.16
- Adil Bouafif: opgave

#### Vrouwen
- Isabellah Andersson: 5de in 2:34.43
- Lena Gavelin: 33ste in 2:53.13
- Anna von Schenck: 23ste in 2:43.36

### Zevenkamp
- Jessica Samuelsson
  - 100m horden: 14,28 (939ptn)
  - Hoogspringen: 1,74m (SB) (903ptn)
  - Kogelstoten: 14,29m (813ptn)
  - 200m: 24,53 (940ptn)
  - Verspringen: 6,26m (930ptn)
  - Speerwerpen: 38,61m (PB) (641ptn)
  - 800m: 2.08,25 (990ptn)
  - Eindklassement: 10de met 6146ptn (PB)

- Nadja Casadei
  - 100m horden: 14,43 (918ptn)
  - Hoogspringen: niet gestart

### Tienkamp
- Nicklas Wiberg
  - 100m: 11,19 (819ptn)
  - Verspringen: 7,29m (883 ptn)
  - Kogelstoten: 14,86m (781ptn)
  - Hoogspringen: 2,04m (840ptn)
  - 400m: 48,74 (874ptn)
  - 110m horden: opgave

- Daniel Almgren
  - 100m: 11,14 (830ptn)
  - Verspringen: 7,29m (883ptn)
  - Kogelstoten: 14,18m (PB) (739ptn)
  - Hoogspringen: 1,89m (705ptn)
  - 400m: 48,34 (SB) (893ptn)
  - 110m horden: 15,29 (SB) (815ptn)
  - Discuswerpen: 37,51m (614ptn)
  - Polsstokhoogspringen: 4,35m (PB) (716ptn)
  - Speerwerpen: 53,95m (647ptn)
  - 1500m: 4.18,64 (821ptn)
  - EINDKLASSEMENT: 17de met 7663ptn

Albanië · Andorra · Armenië · Azerbeidzjan · België · Bosnië en Herzegovina · Bulgarije · Cyprus · Denemarken · Duitsland · Estland · Finland · Frankrijk · Georgië · Gibraltar · Griekenland · Groot-Brittannië · Hongarije · Ierland · IJsland · Israël · Italië · Kroatië · Letland · Liechtenstein · Litouwen · Luxemburg · Macedonië · Malta · Moldavië · Monaco · Montenegro · Nederland · Noorwegen · Oekraïne · Oostenrijk · Polen · Portugal · Roemenië · Rusland · San Marino · Servië · Slovenië · Slowakije · Spanje · Tsjechië · Turkije · Wit-Rusland · Zweden · Zwitserland